# Hans Peter Mayer
Hans Peter Mayer, bekannt auch als HP Mayer, (* 3. März 1966 in Wiesbaden) ist ein deutscher Journalist, Autor, Fotograf sowie Touristik- und Regionalberater.

## Leben
Mayer wuchs in Erbach im Rheingau auf, seine Familie stammt väterlicherseits aus dem Allgäu und mütterlicherseits aus dem Rheingau. Er absolvierte das Abitur am Rheingauschule-Gymnasium und studierte Betriebswissenschaften an der Universität München mit dem Schwerpunkt „Marketing“ und arbeitete als  Marketingdirektor des Startups Jobs in Town AG.
Als Reporter schrieb er zunächst für den Münchner, das Rheingau Echo und den Wiesbadener Kurier, bevor er 1994 das Stadtmagazin HaiLights für Mainz und Wiesbaden gründete.  Er berichtete unter anderem für Sportredaktionen des SID, die Stuttgarter Zeitung und die Rhein-Main-Presse aus Russland, England, Italien und Ungarn. Er schrieb als erster Autor einen nautischen Reiseführer über die Segelreviere Kubas, veröffentlichte in der Edition Maritim des Delius Klasing Verlages einen Luftbildband „Karibik“ und konzipierte und organisierte Incentive-Reisen für IBM. Er arbeitet zudem als Marketingleiter der iQ Company.
Als Schriftsteller konzentriert er sich vor allem auf seine Heimat, das Weinanbaugebiet Rheingau und verfasste Bildbände, touristische Literatur und historische Werke.
Mayer arbeitet außerdem als Moderator von Weinproben analog und digital zusammen mit einem Landgasthaus in Hattenheim, als Berater von touristischen Anbietern und kommunalen Organisationen im Rheingau, als Luftfotograf aus dem Gyrocopter und als Gastgeber von Veranstaltungen. 2020 gründete er die Rheingau Agentur zur Unterstützung der Regional- und Tourismusförderung.

## Veröffentlichungen (Auswahl)
- mit Bernhard Bartholmes: Küstenhandbuch Kuba. Edition Maritim, Hamburg 2007, ISBN 978-3-89225-576-5.
- mit Berthold Bartholmes: Karibik. Ein Paradies von oben. Edition Maritim, Delius Klasing, Bielefeld 2009, ISBN 978-3-7688-2634-1.
- Mein Rheingau. Leinpfad Verlag, Ingelheim 2009, ISBN 978-3-937782-93-5.
- 111 Orte in Deutschland für echte Weingenießer. Emons Verlag, Köln 2017, ISBN 978-3-7408-0999-7.
- 111 Orte in Heidelberg, die man gesehen haben muss. Emons Verlag, Köln 2018, ISBN 978-3-7408-0246-2.
- 111 Orte im Rheingau, die man gesehen haben muss. Emons Verlag, Köln 2020 ISBN 978-3-7408-0999-7.